# Ренесанс (яйце Фаберже)
Імператорське великоднє яйце «Ренесанс» — ювелірний виріб, виготовлений фірмою Карла Фаберже на замовлення російського імператора Олександра III у 1894 році. Стало останнім яйцем, подарованим імператриці Марії Федорівні Олександром III. Після його смерті, традицію дарувати ювелірні яйця своїй родині продовжив Микола II.

## Дизайн
Яйце «Ренесанс» має форму скриньки і вирізьблене із напівпрозорого молочного агату, різновиду кварцу. Воно здається таким самим тендітним, як справжнє яйце. Прикрашене в стилі епохи ренесанс рослинними мотивами із різнобарвного каміння і емалей.
Верхня кришка орнаментована накладною трельяжною сіткою із білої емалі. На кожному перетині решітки є квітка з чотирма пелюстками-алмазами і рубінами посередині. Зверху на кришці в овалі із червоної емалі діамантами викладена дата «1894», навколо овалу чергуються стилізовані мушлі із зеленої емалі і яйцеподібний мотив із червоної і білої емалі. Нижній край кришки орнаментований завитками білої емалі з алмазами і мушлями із прозорої червоної емалі. 
Нижня частина скриньки прикрашена вертикальними смужками із листя, ягід і блакитних раковин-пряжок і тонкою смужкою із червоної емалі по верхньому краю. Золоті голови левів з обох кінців скриньки тримають в зубах ручки-кільця. Овальна золота підставка прикрашена листям із прозорої зеленої емалі і квітами із червоної емалі.

### Скринька Ле Роя
Прототипом яйця «Ренесанс» була халцедонова скринька для коштовностей, виготовлена амстердамським майстром Ле Роєм на початку XVIII ст., яку Фаберже міг бачити в Дрездені в художній галереї «Зелені склепіння». 
Спеціаліст з історії фірми Фаберже Кеннет Сноумен порівнює ці два вироби в своїй праці 1953 року «Мистецтво Карла Фаберже» (англ. «The Art of Carl Faberge»):
|  | Порівнюючи роботу Фаберже з оригіналом Ле Роя, зверніть увагу на те, наскільки точно слідує сучасний ювелір композиції скриньки. Однак, розгледівши в ній натяк на яйцеподібну форму, він виконує свій виріб в вишуканішій манері, пристосовуючи співвідношення розмірів прикрашеного трельяжною сіткою оригіналу до витонченого силуету яйця, і робить важчою підставку. |

## Сюрприз
Сюрприз, який містився в яйці «Ренесанс», загублений; імовірно це була велика прикраса. В рахунку Фаберже вказані перли, яких немає на яйці, тому можна припустити, що сюрприз був намистом із перлів.
За версією, яку висунув Крістофер Форбс, сюрпризом яйця «Ренесанс» могло бути яйце «Воскресіння Христове», замовник і точна дата виготовлення якого достеменно не відомі. На користь цього твердження висувають аргументи:
- обидва вироби дуже схожі за стилем і кольоровою гамою, мають емалеве покриття із подібним малюнком;
- яйце «Воскресіння Христове» легко вкладається всередину яйця «Ренесанс»;
- «Воскресіння Христове» згадується в списках коштовностей Марії Федорівни, складених у 1917 і 1922 роках;
- в оздоблені «Воскресіння Христового» є перлини.

## Історія
Імператриця Марія Федорівна отримала яйце «Ренесанс» на Великдень 1894 року, за 8 місяців до смерті чоловіка.
В рахунку фірми Фаберже щодо нього було зазначено: «Яйце агатове, оправа золота, емальоване в стилі Ренесанс з діамантами, трояндами, перлинами та рубінами. Санкт-Петербург, 6 травня 1894 року. 4750 руб.»
Після конфіскації Тимчасовим урядом через фірму «Антикваріатом» його продали Арманду Хаммеру (Нью-Йорк) за 1500 рублів.